# Кум-Шоро
Кум-Шоро (кирг. Кум-Шоро) — село в Алайском районе Ошской области Кыргызстана. Входит в состав Будалыкского айылного аймака.

## География
Село расположено в южной части области, на расстоянии приблизительно 6 километров (по прямой) к востоко-юго-востоку от села Гульча, административного центра района. Абсолютная высота — 1870 метров над уровнем моря.

## Население
Согласно оценочным данным Национального статистического комитета Кыргызской Республики, численность населения села на начало 2023 года составляла 840 человек.
| год     | 2009 | 2014 | 2015 | 2020 | 2021 | 2023 |
| ------- | ---- | ---- | ---- | ---- | ---- | ---- |
| человек | 803  | 750  | 800  | 839  | 819  | 840  |